# The Elder Scrolls V: Skyrim
The Elder Scrolls V: Skyrim är ett actionrollspel utvecklat av Bethesda Game Studios och utgivet av Bethesda Softworks. Det är den femte delen i The Elder Scrolls-serien och uppföljaren till The Elder Scrolls IV: Oblivion. Skyrim släpptes över hela världen den 11 november 2011 till Microsoft Windows, Playstation 3 och Xbox 360. Tre nedladdningsbara innehållspaket (DLC) har också släppts – Dawnguard, Hearthfire och Dragonborn – som paketerades i The Elder Scrolls V: Skyrim – Legendary Edition, som släpptes den 7 juni 2013. The Elder Scrolls V: Skyrim – Special Edition, en remasterutgåva av spelet, släpptes till Xbox One och Playstation 4 den 28 oktober 2016. Det kommer med fullt stöd för modifikationer, alla tre DLC-paket och en komplett grafisk uppgradering. Spelet har även släppts till Nintendo Switch.
Skyrims huvudberättelse kretsar kring spelarfiguren och dennes försök att besegra Alduin, en drake som enligt en profetia kommer att förstöra hela världen. Spelet utspelar sig två hundra år efter händelserna i Oblivion och sker i provinsen Skyrim i den fiktiva världen Tamriel. Under spelets gång får spelaren genomföra uppdrag och utveckla sin figur genom att förbättra olika färdigheter. Skyrim innehåller en öppen spelvärld, liksom de föregående spelen i serien, och låter spelaren resa vart som helst i spelvärlden när som helst, och att ignorera eller uppskjuta huvudberättelsen på obestämd tid.
Skyrim utvecklades med spelmotorn Creation Engine, som byggdes specifikt för spelet. Utvecklarna valde en unik och mer varierad spelvärld än Oblivions Cyrodiil, som spelregissören och exekutiva producenten Todd Howard ansåg vara mindre intressant i jämförelse. Skyrim fick starka recensioner av recensenter, vilka berömde spelets karaktärsutveckling och miljöer, och det anses vara ett av de bästa datorspelen genom tiderna. Spelet levererades i över sju miljoner exemplar till återförsäljare inom den första veckan på marknaden, och såldes i sammanlagt över 20 miljoner exemplar till samtliga tre plattformar.

## Bakgrund
Efter framgångarna med Oblivion och Fallout 3 hade Bethesdas arbetsgrupp vuxit till cirka 100 personer. Vid denna tidpunkt började Bethesda inte bara acceptera moddar till sina spel, utan dessutom uppmuntra det. 

## Handling
Tvåhundra år har gått sedan händelserna i Oblivion. Det är nu det 201:a året i den fjärde eran. Skyrims högkonung Torrygg har mördats, och ett stort inbördeskrig hotar hela provinsen, av vilken den ena sidan vill bryta sig lös från det vittrande imperiet, medan den andra vill förbli en del av det. För att göra saken värre så är denna tvist den sista händelsen i en profetia förutsagd av Elder Scrolls som leder till drakarnas återkomst genom Alduin, den nordiska förintelseguden.
I början av spelet är spelaren fängslad och ska precis avrättas, då denne olagligt passerat gränsen till Skyrim. När spelaren lägger sitt huvud på huggkubben anfaller plötsligt en drake. I tumultet som uppstår lyckas spelaren fly tillsammans med the Stormcloaks och deras ledare och medfånge, Ulfric Stormcloak, som bistår spelaren och hjälper denne fly. Spelaren kan välja att antingen följa med Ralof, en Stormcloak som kom med Ulfric, eller Hadvar, en imperiesoldat som avläser namn på de fångar som ska avrättas. Senare i spelet får spelaren reda på att Skyrims inbördeskrig är det sista i en rad profetiska händelser som beskrevs av Elder Scrolls och att spelaren är känd som "Dovahkiin", drakfödd (eng. "Dragonborn"), en varelse som föddes med en draksjäl. Spelaren har fått som uppgift att besegra Alduin och drakarna som härjar i Skyrim. Så småningom möter spelaren Delphine och Esbern, två av de sista personerna som är medlemmar av the Blades, en mäktig grupp av elitspioner och kommandosoldater som en gång i tiden var i tjänst hos Tamriels kejsare, och som brukade bekämpa drakar.

## Spelupplägg
Skyrim har en stor öppen värld, som alltid i The Elder Scrolls-serien. Som spelare kan man fritt vandra genom Skyrims rike hur man vill, antingen till fots eller till häst. Man kan dessutom, för de platser man redan varit på, använda "fast-travel" till de orter man vill besöka via spelkartan, om man vill komma dit på nolltid. Varje stad eller ort har sin egen ekonomi som man antingen kan stimulera genom att utföra tjänster såsom jordbruk och gruvdrift, eller försämra genom att sabotera industribyggnader. Man kan träna upp sig själv i 18 olika färdigheter, och spelkaraktären uppgraderas när man gör detta. Ju fler färdigheter man har, desto bättre blir man. Klassystemet, som förekom i Oblivion, har tagits bort för att låta spelarens spelstil utvecklas. Perks är specifika färdighetsförmågor som finns ordnade i ett system som består av förgrenade grupper som kallas för "skill tree." Spelaren kan välja mellan en av 280 olika perks, varje gång som spelarens karaktär har uppgraderats, max 81 gånger genom att höja alla 18 färdigheter till 100.
En head-up-display visas när någon av spelarens tre attribut håller på att tömmas, men som vart och ett kan återställas genom att använda olika besvärjelser, dricka potions (magiska drycker) eller att vila. Det främsta av attributen är health (spelarens hälsa), som sjunker om spelaren blir skadad av fiender. Spelaren dör om hälsoattributet töms helt. Ett annat attribut vid namn magicka används för att skapa trollformler. Det tredje attributet heter stamina (spelarens uthållighet) och möjliggör för spelaren att sprinta, hoppa och utföra specialattacker mot sina fiender.
Vapen och rustningar kan skapas av spelaren i en smedja. Det är möjligt att bära ett enhandsvapen i vardera handen. Sköldar kan användas för att slå en motståndare och blockera fiendens hugg. Det finns en hel del olika vapen med varsin specifik fördel och roll. När man tränar sin karaktär inom bågskytte ger pilarna större skada än i tidigare spel i serien. På grund av detta är pilarna mycket dyra att skaffa. En spelare utrustad med en pilbåge kan använda den i defensiva närstrider och i motangrepp. 
Det finns en hel del olika trollformler med specifika egenskaper som spelaren kan använda. Till exempel så finns det en frostformel som kan sakta ner fiender, medan en eldformel kan bränna ner fiender och omgivningen, och en blixtformel tömmer fienden på magi. Det finns över 85 trollformler som spelaren kan använda på fiender från korta och långa avstånd. Spelaren kan utrusta en formel per hand och kan ladda upp olika trollformler för att åsamka större skada. Spelaren kan smyga och icke-spelbara karaktärer (NPC:er) blir varnade om spelarens rörelser upptäcks av fiender. Deras AI har förbättrats och de kan utföra uppgifter såsom jordbruk, kvarnarbete och gruvarbete i Skyrim. De kan interagera med spelarens karaktär genom samtal, och kan begära favörer och undervisningar till spelaren, eller utmana spelarens karaktär på duell. Spelaren kan också gifta sig med en NPC och om spelaren har ett hus i en stad eller ort så kommer NPC:n att bo i huset ihop med spelarens karaktär. Det går också att adoptera barn som också får bo i husen.

### Stridssystem och utrustning
Stridssystemet har genomgått en omfattande förändring från tidigare spel i serien; man tar mer skada och tempot inom närstriderna har blivit betydligt långsammare jämfört med i Oblivion. Men de magiska förmågorna och användningen av pilbågar, som har fått ett nytt uppgraderingssystem, har uppgraderats och kan nu användas som ett farligare, och därmed mer taktiskt, sätt att strida på. Enhandsvapen inkluderar svärd, yxor, spikklubbor och dolkar, medan tvåhandsvapen inkluderar långsvärd, stridsyxor och stridshammare. Pilbågar och armborstar fungerar som spelets enda distansvapen. Man har lagt till en ny viktig kraft, som har en betydande roll i spelet, känt som dragon shouts eller Thu'um, som får spelaren att skrika ut kraftfulla chockvågor med olika sorters effekter. Ropen kan användas vid vissa tillfällen och varje rop innehåller tre ord, som kan uppgraderas stegvis. Kraften inom varje rop varierar beroende på hur många ord som har sagts. Det finns totalt 23 olika Thu'um som finns att hittas genom att besöka så kallade "word-walls" i olika helgedomar. 
I Skyrim finns en mängd olika drakar som man möter antingen ensamma eller i små grupper. Deras antal är obegränsat och de kan attackera städer och byar när som helst och var som helst. Om spelaren lyckas besegra en drake absorberar spelaren dennes draksjäl, som kan användas för att kunna låsa upp nya dragon shouts, eller att uppgradera dem.
Smygbaserade attacker har också förbättrats i form av lönnmordsattacker, då spelaren smyger sig på en fiende och skär halsen av denne om skadan från smygattacken är tillräckligt hög. Men hjälp av det nya perk-systemet kan spelaren uppgradera sina smygförmågor; såsom kraftfullare smygattacker eller att spelaren blir svårare att upptäckas, vilket även kan ge förmågan att bli nästan helt osynlig om man smyger, även under strid.
Rustningarna har kondenserats ytterligare från Oblivion, då man kunde bära på harnesk och benskenor separat. Istället så har man ”klistrat” ihop dem till en enda rustning. Men man har inte ändrat så mycket på varken hjälmarna, handskarna eller stövlarna. 
Spelaren kan bära på en begränsad mängd utrustning och föremål. Om man bär för mycket utrustning kan det orsaka att spelaren går långsammare än vanligt. Vidare försämras inte längre rustningar och vapen vid användning och behöver därmed inte repareras. Istället kan vapen och rustningar förbättras på en slipsten eller en arbetsbänk.

## Skyrim

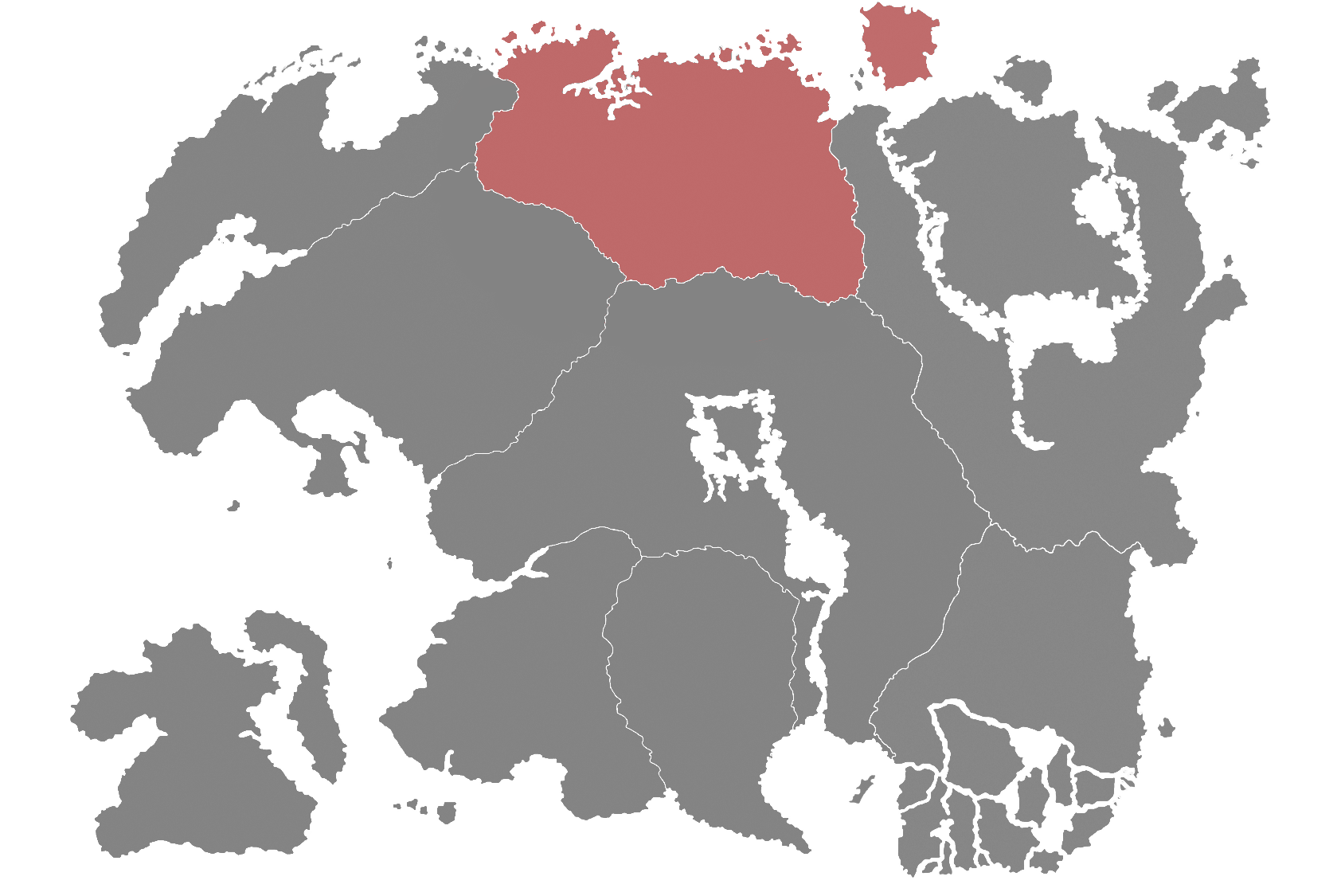
Karta över kontinenten Tamriell med provinsen Skyrim utmarkerat.

Skyrim är den nordligaste provinsen i Tamriel. Dess landskap består av mycket berg, snöiga tundraområden, tallskogar, landsbygder och arktiska slätter. Dess konstruktion och atmosfär påminner mycket om staden Bruma i Oblivion. Även om det är ungefär samma storlek som Oblivions Cyrodiil (som motsvarar ca 41 kvadratkilometer), är det den minst befolkade provinsen av alla Tamriels regioner och har flera grönskande skogar och gräsytor än i Cyrodiil. Trots att det finns bara fem städer inom provinsen så är de större än städerna i Cyrodiil och det finns dessutom mindre kåkstäder utspridda i landet separerade med stora vildmarksområden.
Skyrim är Nords-folkets hemland, vilka är stora och härdiga män och kvinnor som tål mycket kyla. Landet gränsar till Morrowind i öst, Cyrodiil i söder, Hammerfell i sydväst, och High Rock i väst. Ön Solstheim ligger i den nordöstra delen av landet.
Skyrim är uppdelat i nio välden (holds), som vart och ett har en viss stad eller by som huvudort. Dessa välden heter Eastmarch, Falkreath Hold, Haafingar, Hjaalmarch, The Pale, The Reach, The Rift, Winterhold Hold och Whiterun Hold. Dessa välden styrs av en regerande jarl, som har sin tron i huvudorten. Jarlarna är i stort sett självständiga, men svär trohet till Skyrims högkonung. Varje välde har också sin egen drots (steward) som fungerar som jarlens rådgivare, samt en hovmagiker (court wizard). Varje välde har vidare sin egen vaktstyrka. Dessa vakter beskyddar huvudorterna och bosättningarna från fiender och rivaliserande välden. Samtliga väldens vaktstyrkor bär på mycket snarlika rustningar, skillnaderna mellan dem är vanligtvis färgerna och de material som används. 
Det finns nio större städer och byar som finns utspridda över det karga landskapet inom Skyrim:
- Dawnstar: Dawnstar är huvudorten i The Pale. Den är en garnisonsstad som ligger i den nordligaste delen av väldet, på Skyrims norra kustlinje. Det finns en uråldrig fästning utanför Dawnstar, som förstördes för länge sedan.
- Falkreath: Falkreath är huvudorten i Falkreath Hold, som ligger i den sydvästra delen av Skyrim, nära gränsen till Hammerfell och Cyrodiil. Staden är känd för sin berömda kyrkogård.
- Markarth: Markarth är den västligaste staden i Skyrim och huvudort i The Reach. Det är en uråldrig stad som tillhörde rasen Dwemer, dvärgar som har försvunnit från Skyrim för länge sedan. Till skillnad med andra städer i Skyrim har staden byggts i ett berg.
- Morthal: Morthal är en by som är huvudorten i Hjaalmarch i nordvästra Skyrim. Byn ligger djupt inne i ett mörkt träsk, som hålls isolerat från andra bosättningar.
- Riften: Riften är huvudorten i The Rift, ett höglandsvälde i sydöstra Skyrim. Staden ligger nära en stor sjö vid namn Honrich. En stor kanal delar upp staden i två delar - den ena vid namn Plankside som står på träpelare sjunkna i sjön i den västra delen av staden, och den andra vid namn Dryside som byggts på marken i den östra delen av staden.
- Solitude: Solitude är huvudorten i Haafinger, och som betraktas vara hela Skyrims huvudstad. Staden ligger i den nordvästra delen av Skyrim, på en lång klippa som utgör en stenvalv över en flod vid namn Karth River. Staden har dessutom en hamn, en bardskola och ett stort citadell. I Solitude ligger också "Imperial Legion's" högkvarter. I Solitude kan huvudkaraktären köpa huset Proudspire Manor.
- Whiterun: Whiterun är en stad som ligger i Whiterun Hold i den centrala delen av Skyrim. Staden byggdes på en hög kulle och är uppdelad i tre distrikt, det lägsta vid namn The Plain District, det mittersta vid namn The Wind District och det översta vid namn The Cloud District.
- Windhelm: Windhelm är huvudorten i Eastmarch i den östra delen av Skyrim. Staden ligger på den norra stranden av floden White River, som endast kan nås via en lång bro. Staden har höga murar och inne i staden finns trånga gränder och uråldriga byggnader. Staden sluttar svagt mot norr och är uppdelad i tre kvarter (Quarters): Stone Quarter, Gray Quarter och Valunstrad. Windhelm är den äldsta och mest anrika staden i Skyrim.
- Winterhold: Winterhold är en fallfärdig stad i nordöstra Skyrim. Staden var en gång Skyrims provinsiella huvudstad men sedan stora delar av staden förstördes i en jordbävning (The Shattering) för några decennier sedan har staden förfallit och är idag en skugga av sitt forna jag. Staden är känd för dess stora berömda magikerskola - The College of Winterhold - som står på en klippa avskuren från staden.

Det finns också sju mindre byar och bosättningar i vissa delar av Skyrim: Dragon Bridge i Haafingar, Helgen i Falkreath Hold, Ivarstead och Shor's Stone i The Rift, Karthwasten i The Reach samt Riverwood och Rorikstead i Whiterun Hold. Dessa små samhällen styrs av respektive väldes jarl, och beskyddas av dennes vaktstyrkor.

## Folkslag

### Raser

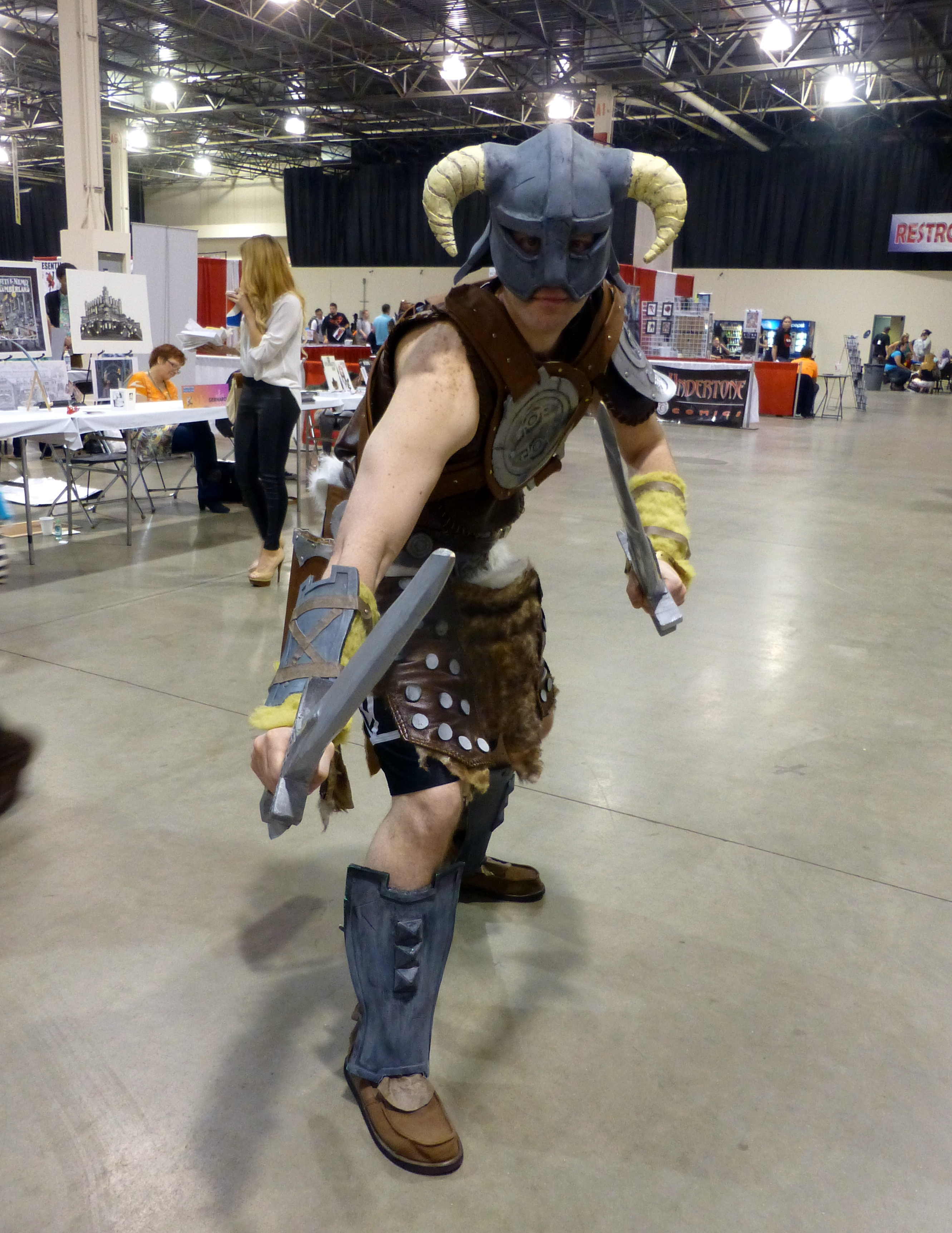
Cosplayer utklädd till en nord ur spelet Skyrim.

Spelaren kan välja att spela som en av 10 spelbara raser i spelet: 
- Altmer (High Elves – härstammar från Summerset Isles)
- Argonian (Reptiler – härstammar från Black Marsh)
- Breton (Människor – härstammar från High Rock)
- Bosmer (Wood Elves – härstammar från Valenwood)
- Dunmer (Dark Elves – härstammar från Morrowind)
- Imperial (Människor – härstammar från Cyrodiil)
- Khajiit (Kattdjur – härstammar från Elsweyr)
- Nord (Människor – härstammar från Skyrim)
- Redguard (Människor – härstammar från Hammerfell)
- Orsimer (Orcher – härstammar från Orsinium)

Varje ras karakteriseras av sin specifika förmåga och passiva bonusförmågor. Till exempel så kan rasen Altmer börja spelet med 50 extramagi.

### Fraktioner
Det finns tre stora fraktioner i Skyrims rike, och som spelar en framstående roll i berättelsen.
- Stormcloaks: Stormcloaks är en motståndsrörelse vars stora mål är att göra Skyrim till ett självständigt rike utanför "The Empire". Det är ett nationalistiskt nordfolk som härstammar från Skyrim och som leds av jarl Ulfric Stormcloak av Windhelm, som enligt Imperial Legion (och eventuellt konungens änka) mördade Skyrims högkonung och står till stånd mot den kejserliga armén (The Imperial Army) i Skyrim.
- Imperial Legion: Imperial Legion är en militärorganisation som har en betydande roll inom hela Elder Scrolls-serien, inspirerat av de forna romarnas legioner. Imperial Legion var förut det mäktigaste krigarfolket i hela Tamriel. Men, under den tid som spelet utspelar sig, har den blivit försvagad till blott en skugga av sitt forna jag. General Tullius, Imperial Legions överbefälhavare, försöker att upprätthålla det som finns kvar av deras rike, och försöker att göra ett slut på inbördeskriget i Skyrim genom att besegra Stormcloaks styrkor, ledda av jarl Ulfric Stormcloak.
- Thalmor: Thalmor är den regerande folket i Aldmeri Dominion, ett rikt och mäktigt imperium i Tamriel. De är ett alviskt folk som betraktas sig själva som den mest överlägsna rasen i hela Tamriel, och som försöker att störta imperiet och dyrkandet av en mänsklig gud Talos.

### Organisationer (Gillen)
Precis som i Oblivion finns det ett antal olika gillen, som har sina högkvarter runtom i Skyrim. Dessa kan spelare låta sin spelkaraktär ansluta sig till, vilket gör att man får göra uppdrag till dem. Vissa av gillena, såsom Blades, Greybeards och The College of Winterhold, spelar en viktig roll i berättelsen. 
- Blades: Blades är en uråldrig organisation som tjänar Tamriels kejsare som dennes livvakter och spioner. Under den tid som spelet utspelar sig i har många av Blades medlemmar dödats av Thalmor.
- Greybeards: Greybeards är en gammal och hedrad orden som vistas i sin helgedom i High Hrothgar, som ligger bredvid den högsta bergstoppen i hela Skyrim, the Throat of the World. De är mästare i Thu'um, eller "Dragon shouts", en mystisk form av magi som användes i Tamriel för länge sedan. De lever i absolut stillhet och deras stormästare, Paarthurnax, bor på toppen av berget.
- The Dark Brotherhood: The Dark Brotherhood är en organisation för välutbildade mördare som utför mordkontrakt i guden Sithis namn. The Dark Brotherhood vistas för dem som kan utföra sina dödliga tjänster genom en ritual som kallas The Black Sacrament. De var en gång den mest fruktade organisationen i hela Tamriel, men har förlorat sitt rykte med tiden.
- Bards College: Bards College är en skola där spelaren kan lära sig att sjunga och förhandling med varor som är skillen Speech
- Thieves Guild: Thieves Guild är ett tillhåll för tjuvar och spioner, som ligger i staden Riften.
- The Companions: The Companions är en aktad krigarorganisation med sin bas i Whiterun. De påminner mycket om Fighters Guild från landet Cyrodiil i spelet Oblivion. Dess medlemmar är stolta krigare utan någon ledare, därav namnet "The Companions". Men dessa krigare har också en hemlighet. Flera av dem är varulvar och som sådana är de i en ständig konflikt med ett gäng varulvsjägare vid namn "Silver Hand".
- The College of Winterhold: en trollkarlsskola vars elever lär sig att bemästra sin magi. Skolan påminner mycket om Mages' Guild i Oblivion. Skolan styrs av dess Arch-Mage (Ärkemagikern).

## Fiender
Spelet har ett stort antal fientliga individer i form av djur, monster och humanoider. De finns utspridda runt hela Skyrim, och som kan antingen attackera spelaren om man först får syn på dem, eller om spelaren angriper dem. 
- Alik'r: ett Redguard-band vilka härstammar från Hammerfell.
- Bandits (Banditer): en av de vanligaste fienderna i spelet. De är ett fientligt rövarband som vistas i grottor, övergivna fästningar, helgedomar och små läger utspridda i Skyrim.
- Chaurus: en fientlig ras av insekter som håller sig i djupa grottor.
- Daedra: gudalika varelser som är både fruktade och dyrkade av Tamriels folk. Dessa varelser ser fysiskt olika ut i utseende, då vissa ser ut som djur medan andra ser humanoida ut, och som ibland bär på rustningar och vapen. De allra flesta Daedras i Skyrim har magiska förmågor.
- Dragons (Drakar): spelets största, farligaste och kraftfullaste varelser, i olika raser. De är enorma reptiler som kan flyga och spruta eld eller frost. De vistas i berg och helgedomar, men kan också attackera spelaren var som helst under slumpvisa tillfällen. Om spelaren lyckas döda en drake erhåller man dennes draksjäl. Drakar förekommer i sju, men ursprungligen fem, typer:
  - Dragon (Drake): Brunfärgad drake. Dessa är den första draktypen som spelaren kan stöta på och är den svagaste.
  - Blood Dragon: Grönfärgad drake med fenliknande horn och spadliknande svans.
  - Frost Dragon: Vit och blå till färgen. En issprutande drake med svartfärgad rygg.
  - Elder Dragon: Bronsfärghudad drake med pilliknande svans. Snäppet svagare än Ancient Dragon.
  - Ancient Dragon: Röd, svart och orangefärgad drake. Den är den starkaste typen i grundspelet.
  - Revered Dragon: Orangefärgad drake som introducerades i Dawnguard. Den är den näst starkaste typen.
  - Legendary Dragon: Svart och lilafärgad drake. Introducerades också i Dawnguard och är den starkaste typen.
- Draugr: odöda nordiska krigare som en gång var krigare av Skyrim. De håller sig i grottor och helgedomar och vaknar upp när inkräktare närmar sig dem.
- Dwarven Automatons (Dvärgrobotar): självstyrda maskiner byggda av den mystiska utrotade dvärgarasen Dwemer. Dessa robotar vaktar Dwemers övergivna bosättningar utspridda i Skyrim.
- Falmer: en blind,förvriden alvras som dväljs i Skyrims underjord.
- Forsworn: en fientlig klan av människor som injagar skräck hos invånarna i The Reach.
- Frostbite Spiders: fientliga jättespindlar som håller till i vildmarker och grottor.
- Ghosts (Spöken): odöda andevarelser som inte kan skadas fysiskt, utan endast av magi och magiska vapen.
- Giant (Jätte): en ras av gigantiska humanoider som lever i Skyrims vildmarker. De är nomadiska varelser som vallar stora Mammutar för sitt uppehälle.
- Hagraven: en aggressiv, fågelliknande ras av humanoider som har magiska förmågor.
- Mages (Magiker): ett kringströvande folk som utövar magiska kunskaper för att skydda sig själva. Vissa magiker är fredliga och lär gärna ut magi åt spelaren, medan andra är fientliga och attackerar spelaren och andra magiker. Det finns flera olika sorters av magiker med speciella magiska krafter: 
  - Necromancers (Andebesvärjare): magiker som är specialiserade på att trolla fram odöda varelser och att återuppväcka redan döda fiender eller vänner, sorts av tabumagi.
  - Conjurer: magiker som kan framkalla odöda krigare och Daedra för att kämpa på deras sida.
  - Pyromancer: vildsinta magiker specialiserade kring eld- och sköldmagi.
  - Necromage: magiker specialiserade kring frostmagi och helande.
- Shades (Skuggvarelser): odöda varelser vilka omges av rök och som vistas i helgedomar.
- Silver Hand: en organisation av människor som jagar varulvar, och som är bittra fiender till krigarorganisationen The Companions.
- Skeleton (Skelett): en synnerligen bräcklig fiende som lätt kan besegras av spelaren.
- Spriggan: humanoida trädandar som håller sig i skogar.
- Trolls (Troll): stora, håriga, apliknande varelser som mestadels håller sig i bergsområden. Troll förekommer i två typer:
  - Troll: den svagare av de två trolltyperna. Dessa har mörkbrun päls och håller till i skogar, berg och grottor.
  - Frost Troll: den starkare av de två trolltyperna. Dessa har vit päls och håller till i snöiga områden.
- Vampires (Vampyrer): en fruktad monsterras som bor i avlägsna grottor och ruiner, samt nära berg där de ofta slåss mot vampyrjägare. De kan dessutom smitta spelaren med en sjukdom som gör att spelaren förvandlas till en vampyr.
- Werewolf (Varulv): en fruktad och kraftig ras av monster som tar form under fullmåne. Även spelaren kan bli en varulv om man slutför vissa speciella uppdrag.
- Wisp: en liten glödande varelse som trivs på snöiga platser.
- Witch (Häxa): fientliga magiker som attackerar alla varelser för ondskefulla syften.

## Vilddjur
Spelet har ett stort utbud av vilddjur, både fientliga och ofarliga som spelaren kommer att stöta på ute i naturen. De flesta av djuren är baserade på de djur som idag lever i tundralandskapen, och de som levde under Istiden. Från vilddjur kan spelaren skaffa päls, kött samt ingredienser till att göra magiska drycker.

### Fientliga
- Bears (Björnar): Skräckinjagande varelser som spelaren kan stöta på i större delen av Skyrim. De kan enkelt döda en spelare på genomsnittlig nivå och under. Björnar förekommer i tre typer:
  - Bear (Björn): Den svagaste av de tre björntyperna. Dessa har gråbrun päls och håller till på tundror och i låglandsskogar.
  - Cave Bear (Grottbjörn): Den mellanstarka av de tre björntyperna. Dessa har ljusbrun päls och håller till i bergiga områden och i grottor.
  - Snow Bear (Isbjörn): Den starkaste av de tre björntyperna. Dessa har vit päls och håller till i snöiga områden.
- Horker: Valrossliknande varelser som finnes längs Skyrims norra kust. De blir aggressiva och försvarar sig med sina betar om någon kommer in på deras revir.
- Mammoth (Mammut): Stora varelser som hålls som boskap av jättar och är deras viktigaste källa till föda. De producerar både mjölk, som blir till ost, och kött till jättarna. Mammutar är relativt fredliga, men går till attack om de blir störda.
- Mudcrab: Stora, krabbliknande varelser som är väldigt territoriella och befinner sig nära vattendrag över hela Skyrim. De attackerar inte spelaren så länge denne inte kommer in på deras revir, men de kan vara svåra att upptäcka på grund av sitt kamouflage.
- Sabre Cats (Sabeltandstigrar): Stora rovdjurskatter som är vanligast på tundror. De är snabba, starka och kan vara en utmaning för spelare, även på högre nivåer. Sabeltandadstigrar förekommer i två typer:
  - Sabre Cat (Sabeltandstiger): Den svagare av de två sabeltandstigertyperna. Dessa har gulbrun päls och håller till på tundror.
  - Snowy Sabre Cat: Den starkare av de två sabeltandstigertyperna. Dessa har grågul päls och håller till i snöiga områden.
- Skeever: Stora, råttliknande varelser som bygger sina nästen i grottor, kloaker, och i det vilda. De är enkla att döda, men kan bli en utmaning i större grupp under lägre nivåer.
- Slaughterfish: Aggressiva vattenvarelser som kan påträffas i floder, hav, och ibland dammar.
- Wolves (Vargar): Ett rovdjur som jagar i flock, och kan hittas över nästan hela Skyrim. De kan höras på avstånd genom sitt ylande. Vargar förekommer (med undantag Pit Wolf och Alpha Wolf) i två typer:
  - Wolf (Varg): Den svagaste av de två vargtyperna. Dessa har mörk, gråbrun päls och håller till på tundror och i skogar.
  - Ice Wolf (Isvarg): Den starkaste av de två vargtyperna. Dessa har ljus, grågul päls och håller till i snöiga områden.

### Ofarliga
- Bat (Fladdermus): Kan påträffas i fuktiga, mörka grottor och hålor. De flyger i stora grupper och är icke-aggressiva.
- Clam (Mussla): Dessa blötdjur är sällsynta och kan hittas i norra delen av Skyrim. De kan hittas fästa vid stenar, samt sjunkna fartyg och undervattensstrukturer.
- Deer (Rådjur)
- Elk (Hjort)
- Wild Goat (Vildget): Fredliga djur som rör sig fritt över större delen av Skyrim. Det förekommer även domesticerade varianter i byarna.
- Rabbit (Kanin): Små, helt ofarliga gnagare, som tenderar att fly från spelaren och rovdjur. De är föda för bland annat vargar och rävar. De förekommer främst i bergsområden.
- Foxes (Rävar): Mindre rovdjur som livnär sig på mindre djur, exempelvis kaniner. De är även byten för större rovdjur, såsom vargar. Rävar förekommer i två typer:
  - Fox (Räv): Dessa har rödbrun päls och håller främst till i skogar.
  - Snow Fox (Fjällräv): Dessa har grå päls och håller till i snöiga områden.
- Hawk' (Hök): Stora fåglar som kan hittas flygande ovanför nästan alla öppna miljöer.
- Bone Hawk En stor fågel som kan hittas utanför Castle Volkihar som är presenterad först i Dawnguard expansionen.
- Salmon (Lax): Fiskar som ofta kan hittas simma uppströms eller till och med upp för vattenfall genom att hoppa upp ur vattnet. Från dessa kan spelaren få rått laxkött.
- Spadetail
- Bee (Bi): Insekter som, trots sin natur att försvara sig med sina stick, inte attackerar spelaren. De kan påträffas dagtid nära växter i tempererade områden av Skyrim.
- Butterflies (Fjärilar): Insekter som förekommer i de mer tempererade delarna av Skyrim. Deras vingar kan användas som ingredienser i olika drycker. Fjärilar förekommer i tre typer:
  - Monarch Butterfly (Monark): Har svart- och orangerandiga vingar och kan hittas dagstid nära blommor.
  - Blue Butterfly: Har blå vingar och kan hittas dagstid nära blommor.
  - Luna Moth: Har en ljus, glimmande färg och kan hittas nattetid nära ljuskällor eller växter.

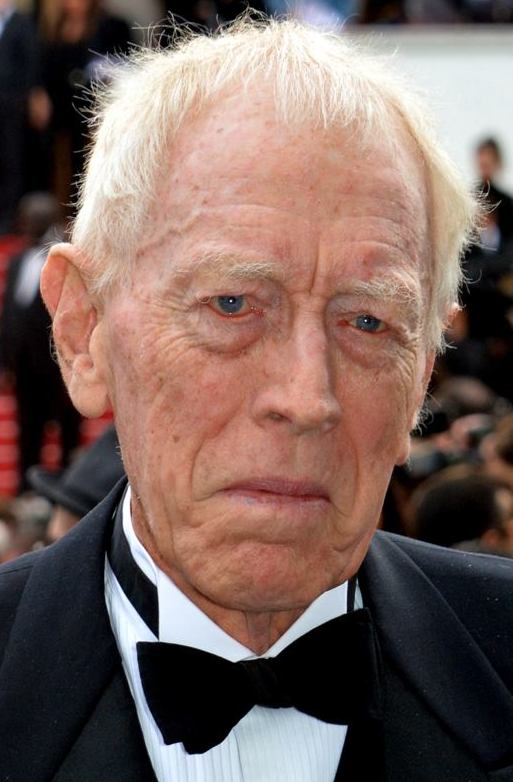
Max von Sydow som spelade rollen som Esbern

- Torchbug (Eldfluga)

## Rollista
- Max von Sydow – Esbern
- Christopher Plummer – Arngeir
- Joan Allen – Delphine
- Michael Hogan – General Tullius
- Vladimir Kulich – Ulfric Stormcloak
- Alexander Brandon – Amaund Motierre/Ancano
- Andy Morris – Cicero
- Stephen Russell – Mercer Frey / Clavicus Vile / Barbas / Cynric Endell / Belethor / Mallus Maccius / Olika röster
- Carla Delaney – Vaermina
- Charles Dennis – Odahving
- Charles Martinet – Paarthurnax
- Jean Gilpin – Elenwen / Meridia / Boethiah
- Paul Ganus – Hakon
- Christopher Corey Smith – Molag Bal
- Cindy Robinson – Astrid
- Craig Sechler – Gallus / Peryite / Hircine
- Daniel Riordan – Alduin/Hircine
- Elisa Gabrielli – Maven
- Enn Reitel – Delvin Mallory
- Erik Dellums – Nazir
- Kari Wahlgren – Vex
- Lynda Carter – Gormlaith Golden-Hilt / Azura
- Michael Donovan – Kodlak Whitemane / Malacath
- Thor Edgell – Tsun
- Mozhan Marnò – Mirabelle Ervine / Namira
- Moira Quirk – Karliah
- Paul Eiding – Galmar / Septimus / Felldir
- Robin Atkin Downes – Brynjolf
- Colleen Delany – Mephala
- Victor Raider-Wexler – Mehrunes Dagon
- Wes Johnson – Hermaeus Mora /The Emperor / Sheogorath
- Jonas Fisch – Hadvar
- Christian Svensson – Nords-röster
- Martina Lotun – Kvinnliga Nords-röster
- Johanna Torell – Kvinnliga Nords-röster
- Michael Gough – Manliga Nords-räster
- Olev Aleksander – Manliga Nords-röster
- Julianne Buescher – Kvinnliga Altmers-röster
- Neil Dickson – Manliga Altmers-röster
- Keith Szarabajka - Erandur / Sondas Drenim / Mayln Varen / Veren Duleri / Manliga Dunmers-röster
- Lani Minella – Kvinnliga Dunmers-röster / The Night Mother / Nocturnal / Olika röster
- Diane Salinger – Kvinnliga Orcs-röster
- Noah Nelson – Manliga Orcs-röster
- André Sogliuzzo – Manliga Khajiits-röster
- Pam Cholet – Kvinnliga Khajiits-röster
- Renee Victor – Deeja / Keerava / Shahvee / Wujeeta / From-Deepest-Fathoms / Takes-In-Light
- Tim Blaney – Manliga Argonians-röster
- Alice Hirson – Olika röster
- April Stewart – Olika röster
- Brandon Ellison – Olika röster
- Claudia Christian – Aela the Huntress / Legate Rikke / Adrianne Avenicci / Breya / Brina Merilis / Bryling / Faleen / Laila Law-Giver / Uthgerd the UNbroken / Queen Potema / Voldessa Giryon / Zaria / Adelaisa Vendicci / Iona / Sorli the Builder
- Corri English – Elisif the Fair / Olika röster
- Diane Michelle – Olika röster
- Ellen Dubin – Common Woman / Olika röster
- George Coe – Tolfdir / Calcelmo / Calixto Corrium / Cedran / Cow Hand / Jouane Manette / Nepos the Nose / Nils / Raerek / Runil / Styrr
- Gideon Emery – Olika röster
- Harley Graham – Adara / Agni / Babette / Braith / Britte / Dagny / Dorthe / Eirid / Edith / Fjotra / Hrefna / Mila Valentia / Helgi / Run Fair-Shield / Sissel / Svari / Minette Vinius
- Jason Marsden – Sven / Mikael / Olika röster
- Jim Cummings – Festus Krex / Olika röster
- Jon Curry – Malborn / Olika röster
- Keith Silverstein – Savos Aren / Silus Vesuius / Olika röster
- Rob Locke – Olika röster
- Lauri Hendler – Olika röster
- Matthew Yang King – Olika röster
- Popeye Vogelsang – Farkas / Olika röster
- Reese C. Hartwig – Olika röster
- Richard Epcar – Olika röster
- Susan Eisenberg – Olika röster
- Greg Baldwin – Olika röster
- Kirk Thornton – Olika röster
- Roger Jackson – Olika röster

## Utveckling
Spelet använder en ny grafikmotor. "We can now confirm that the TES V: Skyrim engine is all-new. And it looks fantastic", skriver Bethesda. Spelet modifieras av användarna med hjälp av det nya mod-verktyget "The Creation Kit"

## Mottagande
| Mottagande                | Mottagande                             |
| Samlingsbetyg             | Samlingsbetyg                          |
| Tjänst                    | Betyg                                  |
| ------------------------- | -------------------------------------- |
| Gamerankings              | (X360) 95.22% (PC) 94.42% (PS3) 88.00% |
| Metacritic                | (X360) 96/100 (PC) 94/100 (PS3) 92/100 |
| Recensionsbetyg           |                                        |
| Publikation               | Betyg                                  |
| 1UP.com                   | A-                                     |
| Computer and Video Games  | 9.5/10                                 |
| Edge                      | 9/10                                   |
| Electronic Gaming Monthly | 10                                     |
| Eurogamer                 | 10/10                                  |
| G4                        | 5/5                                    |
| Game Informer             | 9.5/10                                 |
| Gamespot                  | 9/10                                   |
| IGN                       | 9.5/10                                 |
| Official Xbox Magazine    | 10/10                                  |
| Gamereactor               | 10/10                                  |

Skyrim har fått ett mycket positivt bemötande från en hel del spelkritiker.

### Försäljning
Under den första dagen i marknaden meddelade Steam att över 230 000 personer spelade Skyrim. Under den första veckan i marknaden rapporterade Bethesda att företaget drog in uppskattningsvis 450 miljoner dollar, och levererade minst 7 miljoner exemplar av spelet till återförsäljare.  Den 16 december 2011 ökade detta till 10 miljoner levererade exemplar och drog in runt 620 miljoner dollar. Dessutom rapporterade Valve Corporation att Skyrim är hittills det snabbast säljande Steam-spelet någonsin. Så sent som den 2 januari 2012 meddelade Valve att minst fem miljoner användare har loggat in i spelet, vilket gör Skyrim till det mest spelade Steamspelet någonsin, och som slår ”Team Fortress 2”s rekord dubbelt så mycket.

## Välanvända citat
- Orden: "Fus Ro Dah", som i spelet är ett "Thu'um" (en. Dragon Shout) är en väldigt känd skämtfras.

“Fus” betyder force (sv.kraft), “Ro” betyder balance (sv.balans), and “Dah” betyder push (sv.knuffa/framstöta).
- Meningen "I used to be an adventurer just like you, but then i took an arrow in the knee." (som berättas av många NPC (ej spelbara) karaktärer) återanvänds ofta på Internet i skämtsyfte. Tilll exempel "I used to be an "_____" (oftast relaterat till något relevant) just like you, but then i took an arrow in the knee".